# Rekowo (powiat bytowski)
Rekowo (kaszub. Rekòwò; niem. Reckow) – wieś kaszubska w Polsce, położona w województwie pomorskim, w powiecie bytowskim, w gminie Bytów. na Pojezierzu Bytowskim, w regionie Kaszub zwanym Gochami, przy trasie drogi wojewódzkiej nr 212 i nad wschodnim brzegiem jeziora Wiejskiego. 
kierunku zachodnim znajduje się wzniesienie Siemierzycka Góra (256 m n.p.m.). W okolicy znajduje się kilka malowniczych jezior, w tym Połczyca (Płocicz), Boruja Duża, Boruja Mała. Wieś jest siedzibą sołectwa Rekowo w którego skład wchodzą także Bory, Brynki Rekowskie i Pustkowie Rekowskie (wyludnione i opuszczone). Wieś jest również placówką Ochotniczej Straży Pożarnej.
W latach 1975–1998 wieś położona była w województwie słupskim.

## Integralne części wsi
| SIMC    | Nazwa               | Rodzaj     |
| ------- | ------------------- | ---------- |
| 0741191 | Brynki Rekowskie    | przysiółek |
| 0741200 | Pustkowie Rekowskie | przysiółek |

## Historia
Rekowo jest starym siedliskiem kaszubskiej szlachty zagrodowej, swoje korzenie ma tu ród Rekowskich, oraz, być może, Regawskich. Do 1919 roku miejscowość znajdowała się pod administracją zaboru pruskiego. W okresie 20-lecia międzywojennego (pozostając po niemieckiej stronie granicy) należała do ówczesnego powiatu bytowskiego i była miejscowością graniczną (granica niemiecko-polska przebiegała na południe od wsi). Lasy na wschód od Rekowa były obszarem operacyjnym Gryfa Pomorskiego. Od zakończenia II wojny światowej wieś ponownie należy do Polski. Na obrzeżach Rekowa jest stary cmentarz niemiecki z przełomu XVIII i XIX wieku.
Niemiecka nazwa z okresu zaborów: Reckow